# Tresnuraghes
Tresnuraghes (sardisk: Tresnuràghes) er en by og en kommune (comune) i provinsen Oristano i regionen Sardinien i Italien. Byen ligger i 257 meters højde og har 1.159 indbyggere (2016). Kommunen har et areal på 31,58 km² og grænser til kommunerne Cuglieri, Flussio, Magomadas og Sennariolo.